# مرداب هسل

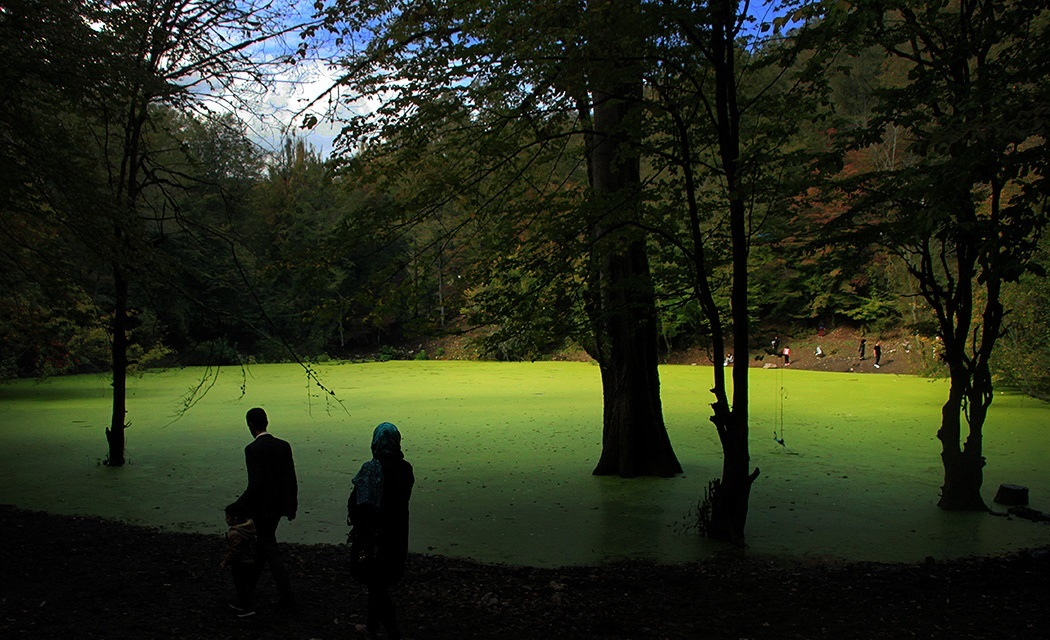
مرداب هسل، پاییز ۱۳۹۷

مرداب هسل که به نام‌های کَنّی‌چال، کنّوچال، گَن‌اُچال، مِهازچال و مشل نیز خوانده می‌شود، مردابی است در نزدیکی روستای طلاجو در شهرستان چالوس، استان مازندران.

## وجه تسمیه
در زبان پارسی پهلوی به برکه‌های آبگیر فصلی و یا جایی که در آن آب جمع می‌شد هِسِل می‌نامیدند.

## پوشش گیاهی
پوشش گیاهی اطراف آن از درختان انجیلی، مَمرُز و بلوط تشکیل شده و در گذشته جانورانی همچون لاک‌پشت، وزغ و زالو در آن می‌زیستند.
روی آب راکد مرداب را جلبکهایی به ارتفاع نیم سانتی‌متر پوشانده‌اند.

## جاذبه گردشگری
این مرداب در دل جنگل‌های «مشل موزّی» واقع شده و از جاذبه‌های گردشگری استان مازندران به‌شمار می‌آید.
احداث جاده‌ای در جنوب مرداب موجب افزایش تعداد بازدیدکنندگان و در نتیجه آلودگی آن شده‌است.